# Рајно Поље
Рајно Поље је насељено место града Лесковца у Јабланичком округу. Према попису из 2022. био је 601 становник.

## Положај и тип села
Село је смештено у долини Рајнопољске речице која је усекла своје корито у најнижој језерској тераси. Долина речице има благе нагибе и формирана је између неогених брежуљака.
Припада селима збијеног типа.

## Етимологија
Постоје две легенде о томе како је Рајно поље добило име. Према првој легенди, која је по многима реалнија, село је добило име по неком деда Раји и његовом пољу које је начинио у шуми, спустивши се са планине на простор данашњег положаја села. На том пољу он је подигао своју колибу.
Према другој легенди, прва реч у имену села „Рајно поље” односи се на рају, српски свет који се населио у долину Рајнопољске реке бежећи од турског терора у равници, за време њихове владавине.
Обе легенде се слажу у једном, село је најпре било прозвано „Рајино поље” да би касније било преименовано у „Рајно поље”.

## Путеви
До села се долази путем који се у Манојловцу одваја од асфалтног пута Лесковац-Манојловце-Орашац. Овај пут иде уз десну обалу Рајнопољске реке. Раније је он био нешто ниже, поред саме обале реке али је због плављења измештен навише.

## Воде
Главна текућица кроз село је Река или Рајнопољска река. Она постаје од две компоненте које се спајају у самом селу и одатле теку под именом Река. Прва компонента је Голема долина која извире у атару власотиначког села Липовица. Друга компонента носи назив Влајчина долина. Она извире на падинама крушевачких огранака. Рајнопољска река улива се у Јужну Мораву код спомен-гробља, јужно од Доње Слатине.
У атару села постоји неколико извора или кладенаца: „Над село”, „Сушица”, „Дикина долина” и „Цакин кладенац”.
Бунаре има по нека кућа а њихова дубина креће се од 10 до 12 метара. Село има и неколико водовода и свака кућа користи текућу воду из неког од њих.

## Историја
Људи су живели на овом простору још у далекој прошлости. На локалитету „Дулан” један мештанин је, садећи виноград, пронашао зидове неке старе грађевине од византијске цигле. На другом локалитету, такозваном „Селишту”, људи су ископавали старе гробове и налазили људске кости.
За време владавине Турака село је било почитлучено и имало је господара.
Споменици који се налазе на сеоском гробљу највише говоре о историји овог села. Први сачувани споменици датирају још из 19. века.
Први писани трагови о селу јесте војна карта српског Генералштаба из 1894. године. На тој карти село је представљено под именом Рајино Поље, а не под данашњим именом. У селу постоји велики број сачуваних кућа старих и преко 100 година.

## Демографија
У насељу Рајно Поље живи 575 пунолетних становника, а просечна старост становништва износи 40,0 година (40,0 код мушкараца и 40,0 код жена). У насељу има 173 домаћинства, а просечан број чланова по домаћинству је 4,27.
Ово насеље је у потпуности насељено Србима (према попису из 2002. године), а у последња три пописа, примећен је пад у броју становника.
|  |

| Демографија | Демографија | Демографија |
| Година      | Становника  | Становника  |
| ----------- | ----------- | ----------- |
| 1948.       | 711         |             |
| 1953.       | 768         |             |
| 1961.       | 776         |             |
| 1971.       | 807         |             |
| 1981.       | 773         |             |
| 1991.       | 741         | 739         |
| 2002.       | 739         | 739         |
| 2011.       | 689         |             |
| 2022.       | 601         |             |

| Етнички састав према попису из 2002.‍ | Етнички састав према попису из 2002.‍ | Етнички састав према попису из 2002.‍ | Етнички састав према попису из 2002.‍ | Етнички састав према попису из 2002.‍ |
| ------------------------------------ | ------------------------------------ | ------------------------------------ | ------------------------------------ | ------------------------------------ |
|                                      |                                      |                                      |                                      |                                      |
| Срби                                 | Срби                                 |                                      | 739                                  | 100,0%                               |
| непознато                            | непознато                            |                                      | 0                                    | 0,0%                                 |

| Година пописа     | 1948. | 1953. | 1961. | 1971. | 1981. | 1991. | 2002. |
| ----------------- | ----- | ----- | ----- | ----- | ----- | ----- | ----- |
| Број домаћинстава | 103   | 112   | 132   | 168   | 165   | 169   | 173   |

| Број чланова      | 1  | 2  | 3  | 4  | 5  | 6  | 7  | 8 | 9 | 10 и више | Просек |
| ----------------- | -- | -- | -- | -- | -- | -- | -- | - | - | --------- | ------ |
| Број домаћинстава | 14 | 40 | 13 | 26 | 25 | 25 | 20 | 6 | 1 | 3         | 4,27   |

| Пол    | Укупно | Неожењен/Неудата | Ожењен/Удата | Удовац/Удовица | Разведен/Разведена | Непознато |
| ------ | ------ | ---------------- | ------------ | -------------- | ------------------ | --------- |
| Мушки  | 304    | 65               | 213          | 25             | 1                  | 0         |
| Женски | 296    | 38               | 214          | 39             | 4                  | 1         |
| УКУПНО | 600    | 103              | 427          | 64             | 5                  | 1         |

| Пол    | Укупно                    | Пољопривреда, лов и шумарство | Рибарство                            | Вађење руде и камена | Прерађивачка индустрија       |
| ------ | ------------------------- | ----------------------------- | ------------------------------------ | -------------------- | ----------------------------- |
| Мушки  | 270                       | 195                           | 0                                    | 0                    | 12                            |
| Женски | 201                       | 196                           | 0                                    | 0                    | 2                             |
| УКУПНО | 471                       | 391                           | 0                                    | 0                    | 14                            |
| Пол    | Производња и снабдевање   | Грађевинарство                | Трговина                             | Хотели и ресторани   | Саобраћај, складиштење и везе |
| Мушки  | 0                         | 53                            | 6                                    | 1                    | 1                             |
| Женски | 0                         | 1                             | 1                                    | 1                    | 0                             |
| УКУПНО | 0                         | 54                            | 7                                    | 2                    | 1                             |
| Пол    | Финансијско посредовање   | Некретнине                    | Државна управа и одбрана             | Образовање           | Здравствени и социјални рад   |
| Мушки  | 0                         | 0                             | 0                                    | 2                    | 0                             |
| Женски | 0                         | 0                             | 0                                    | 0                    | 0                             |
| УКУПНО | 0                         | 0                             | 0                                    | 2                    | 0                             |
| Пол    | Остале услужне активности | Приватна домаћинства          | Екстериторијалне организације и тела | Непознато            | Непознато                     |
| Мушки  | 0                         | 0                             | 0                                    | 0                    | 0                             |
| Женски | 0                         | 0                             | 0                                    | 0                    | 0                             |
| УКУПНО | 0                         | 0                             | 0                                    | 0                    | 0                             |